# 胡士標
胡士標（？—1607年），字锦夫，號中岳，山東東昌府冠縣人，明朝政治人物。

## 生平
萬曆二十二年（1591年）甲午科山東乡试舉人，二十六年（1598年）戊戌科進士，刑部觀政，次年授固始知縣，本年改武學教授，二十八年升國子監助教，二十九年升戶部陝西司主事，本年蘇州監兌，三十五年升員外，本年管通州草場，卒于官。继室汪氏，夫亡二十余日，不食死。